# Ulisse e Diomede nella tenda di Reso
Ulisse e Diomede nella tenda di Reso è un dipinto di Corrado Giaquinto realizzato con la tecnica dell'olio su tela. Eseguito tra il 1753 e il 1762, è conservato nella Pinacoteca metropolitana di Bari. 
Nel 2015 l'opera è stata esposta per alcuni mesi al Louvre di Parigi, nell'ambito della mostra "L'épopée des rois thraces".

## Descrizione
Viene qui illustrato uno dei momenti più celebri della Guerra di Troia: Ulisse e Diomede, rappresentati al centro, sono appena entrati di notte nel sontuoso padiglione di Reso, il giovane semidio signore di Tracia, alleato dei troiani, che insieme ad alcuni dei suoi uomini sarà sgozzato nel sonno dai due eroi achei. 
Nonostante l'episodio sia raccontato nell'Iliade, la fonte letteraria a cui Giaquinto attinge non è il poema di Omero (dove si ha una disposizione diversa del contingente di Traci, col re che dorme al centro dell'accampamento, fra tre file di guerrieri) bensì il Reso pseudoeuripideo, come è provato da un elemento sicuro: a sinistra in basso, presso il letto a baldacchino in cui è coricato il semidio, presentato come un bellissimo giovane seminudo, si trova un uomo aitante e con folti capelli corvini, più o meno suo coetaneo, in tenuta militare, che dorme assiso su un seggio tenendo le briglie in mano; si tratta dell'auriga di Reso, personaggio che appunto appare soltanto nell'opera tragica. Nella tenda sono presenti anche altri due guerrieri traci, ugualmente dormienti: uno in basso a destra, armato di lancia e seduto a terra, l'altro più indietro, appoggiato alle cortine. 
Anziché immortalare l'eccidio vero e proprio, Giaquinto manda in scena il momento immediatamente precedente, ponendo al centro il significativo gioco di sguardi tra i due capi greci, incoraggiati dalla circostanza favorevole, ovvero l'imprudenza dei nemici destinati quindi a subire i loro colpi. Fra i Traci si rivela particolarmente riuscita la caratterizzazione dell'auriga - l'unico che resterà solo ferito - per la fedeltà al testo teatrale: la smorfia facciale di occhi e bocca non completamente chiusi, in tensione, riproduce magistralmente il turbamento che un sogno funesto sta suscitando nel giovane. Il letto del suo signore appare elevato e sfarzoso, trattandosi di cuscini e materassi ammucchiati accanto a un imponente drappo. Il guerriero in primo piano a destra, robusto come l'auriga, indossa un mantello militare piuttosto insolito, di colore verde.  Sia la coppia achea che Reso vengono illuminati dal bagliore delle torce, diffondente un giallo intenso.